# 오스트리아의 사법부

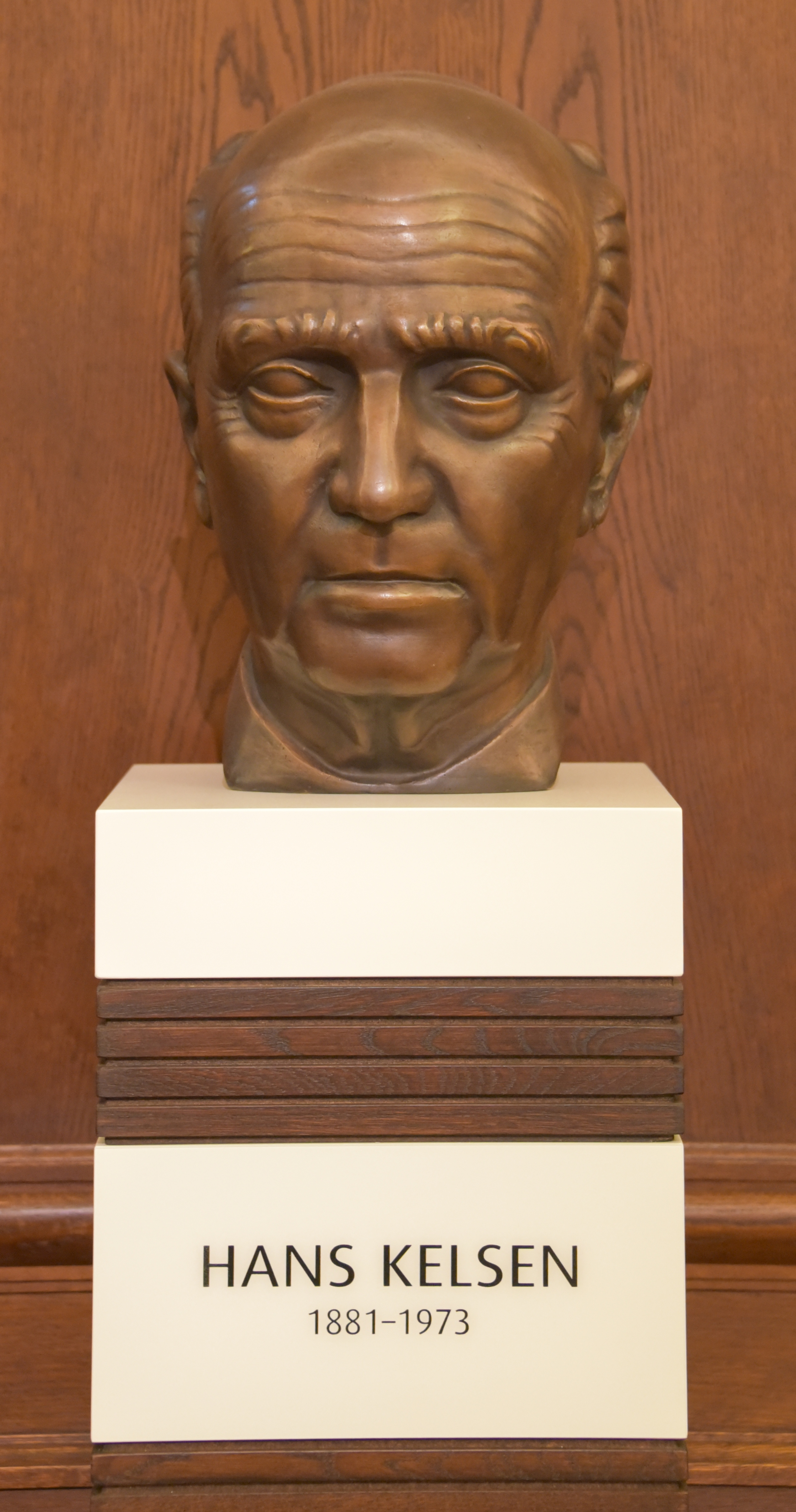
오스트리아의 사법체계는 한스 켈젠의 사상에 영향을 받았다.

오스트리아의 사법부(독일어: Judikative in Österreich, 영어: Judiciary of Austria)는 오스트리아 연방정부에서 사법권을 행사하는 기관들의 체계를 의미한다. 
오스트리아는 연방제 국가이지만 연방정부가 아닌 주(州, 독일어: Länder)정부 수준에서는 사법권을 행사하지 못한다. 오스트리아는 세계에서 헌법재판을 전담할 별도의 헌법재판소를 일반법원 체계와 분리하여 설립한 최초의 국가 중 하나로, 법학자 한스 켈젠의 사상에 많은 영향을 받은 것으로 알려져 있다.

## 개요
오스트리아의 사법부는 사건의 관할에 따라 일반법원, 행정법원 그리고 헌법재판소로 나뉘어 있다. 헌법재판소를 제외한 나머지 법원들은 산하에 제1심, 항소심을 담당하는 하급법원들을 두어 일반적으로 3심제를 실시하고 있으나, 헌법재판소는 단일법원으로 설치되어 있다. 오스트리아 헌법은 최고법원들에 근무할 최고법관의 수를 예정하지 않은 채 법률에 규정하도록 위임하고 있으며, 예산, 인사에 관한 사법행정권은 오스트리아 연방 법무부에 속해 있다. 한편으로 헌법 제90조의a에 따라 검찰이 사법기관(독일어: Organe der Gerichtsbarkeit)으로서 사법부에 속한 것으로 여겨진다.
오스트리아의 연방헌법은 독일, 프랑스와 달리 공식적으로 '사법'을 제목으로 하는 장을 두고 있지 않다는 것이 특징이다. 오스트리아는 '연방의 집행(독일어: Vollziehung des Bundes)'을 제목으로 하는 헌법 제3장 B절에서 '일반재판(독일어: Ordentliche Gerichtsbarkeit)'이라는 제목 하에 일반법원을 규정하고, '헌법과 행정의 보장(독일어: Garantien der Verfassung und Verwaltung)'을 제목으로 하는 제8장 A절에서 '행정사건의 관할(독일어: Verwaltungsgerichtsbarkeit)'이라는 제목 아래 행정법원을 규정하며, 같은 제8장 B절에서 '헌법사건의 관할(독일어: Verfassungsgerichtsbarkeit)'이라는 제목 아래 헌법재판소를 규정하고 있다. 이에 따라 오스트리아의 일반법원 중 최고법원인 최고재판소, 행정법원 중 최고법원인 최고행정재판소, 헌법재판소 중 최고법원인 헌법재판소 세 개 모두가 사법부에서 동등한 최고법원을 이루고 있는 것으로 평가된다. 

## 구성
일반법원 하급심 법관들은 법관연수생으로 선발되어 약 4년의 경력을 쌓은 사람들 중에 각 법원 인사위원회의 추천을 거쳐 연방대통령에 의해 임명되고, 행정법원 하급심 법관들은 약 5년의 법조경력이 있는 사람들 중에서 각 법원 판사 전원으로 구성된 전원회의의 추천을 거쳐 연방대통령에 의해 임명된다. 각 최고법원의 법관 역시 일반법원의 경우 인사위원회, 행정법원의 경우 전원회의의 추천을 거쳐 임명된다. 다만 헌법재판소의 법관은 예비법관 등을 포함하여 정부가 추천을 하게 된다. 모든 법관들은 임기에 제한이 없으나 정년이 있다. 헌법재판소 법관의 정년은 70세이고, 나머지 모든 법관들의 정년은 65세이다.

## 조직
오스트리아의 최고법원은 아래의 3개로 구성되어 있다. 최고일반재판소와 최고행정재판소는 하급심 법원을 두고 있으나 헌법재판소는 단심제를 실시하는 단일법원으로써 하급심 법원이 없다.
- 최고일반재판소(독일어: Oberster Gerichtshof) : 민사, 형사사건을 관할하는 일반법원의 최고법원. 산하에 노동, 상사, 공정거래 사건에 관한 하급심 전문법원들을 두고 있다. 단순히 오스트리아 대법원이라고도 번역된다. 최고재판소에는 약 60명의 법관이 근무하고, 최고재판소 인사위원회의 제안에 따라 연방대통령이 최고재판소 법관을 임명한다. 지역별로 자체적인 하급심 법원을 두어 3심제를 실시하고 있으며, 일반법원의 하급심 판사들은 각 지역 고등법원(독일어: Oberlandesgerichte, 영어: High regional court)의 장이 추천한 후보 중에서 연방법무부장관이 임명한다[6].

- 최고행정재판소(독일어: Verwaltungsgerichtshof) : 행정법원의 최고법원. 산하에 재정 사건에 관한 하급심 전문법원을 두고 있다. 최고행정재판소에는 약 60여명의 법관이 근무하며 사건에 따라 약 5명으로 구성된 재판부로 나뉘어있다. 단순히 오스트리아 행정법원 또는 행정최고법원이라고도 번역된다. 최고행정재판소의 법관은 최고행정재판소 전원회의 등의 추천에 따라 연방대통령이 임명한다. 오스트리아는 전통적으로 모든 행정쟁송을 법원에서 다루는 행정소송이 아닌 독립행정위원회(독일어: Unabhängiger Verwaltungssenat, UVS)가 주관하는 행정심판으로 진행하였으며 행정심판에 대한 불복은 단일법원인 최고행정재판소에서 단심제로 처리해왔다. 그러나 2012년에 들어 국민의 기본권 보장을 강화할 필요가 제기되었고[7], 이에 따라 제1심 행정법원이 신설됨으로써 현재 오스트리아의 행정법원은 지역별로 자체적인 제1심 법원만을 두는 2심제를 실시하고 있다[8].

- 헌법재판소(독일어: Verfassungsgerichtshof) : 헌법재판을 관할하는 최고법원. 법학자 한스 켈젠의 영향을 받아 일반법원과 분리된 별도의 헌법재판소를 둔 최초의 사례들 중 하나에 해당한다. 오스트리아 헌법재판소는 산하에 하급심 법원이 없는 단일법원으로서, 소장, 부소장을 제외한 12명의 법관, 6명의 예비법관이 있다. 헌법재판소 법관은 의회의 양원 및 연방정부의 제청으로 연방대통령이 임명한다. 연방정부는 소장, 부소장 및 6명의 법관과 3명의 예비법관을 제청할 수 있으나, 제청할 수 있는 대상은 현직 판사로 한정된다. 의회의 상원은 3명의 법관과 1명의 예비법관을, 하원은 3명의 법관과 2명의 예비법관을 제청할 수 있고 제청대상은 10년 이상의 법조경력이 있는 사람이라면 누구나 가능하다[9]. 오스트리아 헌법재판소는 독일과 달리 재판에 대한 헌법소원, 즉 재판소원(독일어: Urteilsverfassungsbeschwerde)을 허용하지 않는다[10].

## 같이 보기
- 사법부
- 한스 켈젠
- 헌법재판소